# Nuno Espírito Santo
Nuno Herlander Simões Espírito Santo, född 25 januari 1974 i São Tomé och Príncipe, är en portugisisk fotbollstränare och tidigare fotbollsmålvakt. Han är för närvarande tränare för Nottingham Forest. Han har tidigare varit tränare i bland annat Wolverhampton Wanderers och Tottenham Hotspur.

## Tränarkarriär
Den 31 maj 2017 blev Espírito Santo utsedd till ny huvudtränare i Wolverhampton Wanderers. Den 30 juni 2021 blev han klar som ny huvudtränare i Tottenham Hotspur. Han fick den 1 november 2021 sparken av klubben som följd av svaga resultat.
Den 20 december 2023 blev Espírito Santo anställd som ny huvudtränare i Nottingham Forest efter att Steve Cooper blivit avskedad.